# Beremanu
Beremanu ist ein osttimoresischer Ort im Suco Leohito (Verwaltungsamt Balibo, Gemeinde Bobonaro). Er besteht nur aus einer losen Ansammlung einiger Hütten in einer Meereshöhe von 223 m im Osten der Aldeia Ferik Katuas. Nur eine kleine Piste verbindet Beremau mit Ferik Katuas 1, dem Hauptort der Aldeia, an der Straße des Sucos, im Westen der Aldeia.
Etwas weiter östlich fließt der Talau, der die Grenze zu Indonesien bildet. Südlich fließt in einem Tal der Tishun, ein kleiner Wasserlauf, ein weiterer passiert die Hütten im Norden auf seinem Weg zum Talau. Jenseits der Bachtäler erheben sich der Fatofera (378 m) im Süden und der Taruik Fatumandiri (335 m) im Norden.
Am Talau befindet sich das Wasserreservoir von Mobusa, das von Osttimor gemeinsam mit Indonesien betrieben wird.